# 长身猴面蟹
长身猴面蟹（学名：Camptandrium elongatum）为沙蟹科猴面蟹属的动物。在中国大陆，分布于广东、福建等地，生活环境为海水，常见于穴居于泥沙滩水沟的两侧。